# Domaine de Koizumi
Modèle:Infobox Yamatokōriyama
Le domaine de Koizumi (小泉藩, Koizumi-han) était un domaine féodal japonais de l'époque d'Edo dont le quartier général se trouvait dans les limites de l'actuelle ville de Yamatokōriyama. Durant toute son histoire, il fut dirigé par le clan Katagiri, fondé par un frère cadet du célèbre Katagiri Katsumoto.

## Liste des daimyos
- Clan Katagiri (tozama daimyo ; 10 000 → 16 000 → 13 000 → 11 000 koku)

1. Sadataka
2. Sadamasa
3. Sadafusa
4. Sadaoki
5. Sadanari
6. Sadayoshi
7. Sadaaki
8. Sadanobu
9. Sadanaka
10. Sadateru
11. Sadatoshi
12. Sadaatsu

## Source de la traduction
- (en) Cet article est partiellement ou en totalité issu de l’article de Wikipédia en anglais intitulé « Koizumi Domain » (voir la liste des auteurs).